# Jurków (Bobrowniki Wielkie)
Jurków – część wsi Bobrowniki Wielkie w Polsce, położona w województwie małopolskim, w powiecie tarnowskim, w gminie Żabno. 
W latach 1975–1998 Jurków administracyjnie należał do województwa tarnowskiego.